# Контракција (медицина)
Контракција је реч која се у медицини користи да означи грчење, стезање или спазам мишића или скупљање, сужавање и стискање ткива.

## Врсте мишићних контракција

### Физиолошка контракција мишића
Физиолошки концепт мишићне контракције заснива се на две варијабле: дужини и напетости. У физиологији, скраћивање мишића и контракција мишића нису синоними. Напетост унутар мишића може се произвести без промене у дужини мишића, као када држимо бучицу у истом положају или држимо у наручју дете које спава. По престанку мишићне контракције долази до опуштања мишића, што је повратак мишићних влакана у стање ниске напетости. 
Сисари имају три врсте мишића: скелетни, срчани и глатки. Скелетни мишићи су причвршћени за кости и дају структуру и снагу тела. Срчани мишић обухвата зидове срца, омогућавајући да се крв пумпа кроз васкулатуру. Глатки мишићи се налазе у крвним судовима, гастроинтестиналном (ГИ) тракту, бронхиолима, материци и бешици.
Контракција мишића у целом људском телу може се разкиковати на основу специјализације подтипова мишића. Генерално, мишићна влакна су класификована у две велике категорије: пругаста мишићна влакна и глатка мишићна влакна.
Попречно-пругаста мишићна влакна садрже актинске и миозинске филаменте који покрећу контракцију и организована су у низове који се понављају, названи саркомери, са микроскопским пругастим изгледом. 
Срчано мишићно ткиво је пругасто мишићно влакно под невољном контролом аутономног нервног система (АНС).
Скелетно мишићно ткиво је пругасто мишићно влакно под вољном контролом. За разлику од њега глатка мишићна влакна не садрже саркомере, већ користе актин и миозин за контракцију и сужавање крвних судова и померање садржаја шупљих органа у телу. Ова влакна су под невољном контролом рефлекса и АНС тела.

### Спазам мишића
Спазам мишића, такође познати као грчеви мишића, су невољне, болне и локализоване контракције целе мишићне групе, појединачних мишића или одабраних мишићних влакана. Грчеви мишића могу трајати од неколико секунди до неколико недеља, у зависности од захваћеног мишића и механизма грча.
У спорту, мишићни грчеви повезани са вежбањем и најчешће су стање које захтева терапијску интервенцију.  Специфична етиологија је слабо схваћена, а могући узроци зависе од физиолошке или патолошке ситуације у којој се грчеви јављају. Важно је напоменути да болна контракција ограничена на одређено подручје не значи да је узрок појаве грча нужно локални.
У одређеним клиничким сценаријима, основна етиологија може бити повезана са упорним спастичним контракцијама мишића које могу значајно утицати на функцију тела. Чест пример овог стања се манифестује у стерноклеидомастоидном мишићу. Клинички, ово се препознаје као урођени тортиколис или спазмодични тортиколис.   
Друга релевантна стања у овој области укључују, али нису ограничена на, грчеве мишића изазване вежбањем и топлотом и синдром пириформиса.

## Контракције срца

### Преурањена вентрикуларна контракција
Преурањена вентрикуларна контракција је повремени додатни откуцаји срца који накратко прекида нормалан срчани ритам. Настаје прерано (пре него што се очекује следећи откуцај срца) у срчаним коморама, доњим коморама срца. Неки људи са прераним вентрикуларним контракцијама могу осетити треперење у грудима. Они могу претпоставити да им је срце прескочило када је заправо откуцало продужетак.
Већина људи - чак и деце - има повремене преурањене вентрикуларне контракције. Они су очекивани и нормални. Ове абнормалне контракције су чешће код мушкараца него код жена, код старијих него код млађих одраслих особа и код људи са срчаним обољењима од оних без њих.
У већини случајева, превремене вентрикуларне контракције су спорадичне и безопасне. Ретко захтевају лечење. Неке промене у начину живота могу смањити учесталост превремених вентрикуларних контракција, као што је конзумирање мање кофеина или усвајање техника за смањење стреса.

## Контракције материце
Контракције материце или порођај представљају активну силу која доводи до почетка и завршетка порођаја или побачаја. Контракције – порођај настаје као одговор на неурохормонске стимулусе, када се мишићна влакна материце скраћују, а затим, након што контракције престану, враћају се на почетну дужину. Као резултат контракција, грлић материце се скраћује, отвор материце се шири и отвара (дилатација), а фетус се спушта и притиска у порођајни канал.

## Фармакологија контракција
Клинички, неопходно је препознати да ће многи лекови данас утицати на контракцију мишића на неком нивоу. Стога, било да је у питању главни ефекат лека или нежељени ефекат, кључно је разумети употребу и последице давања лекова пацијентима. 
Фармаколошки агенси који директно утичу на контракцију мишића укључују, али нису ограничени на:
- Релаксанти скелетних мишића (нпр. ботулинум токсин, циклобензаприн, метокарбамол)
- Вазодилатацијски лекови (нпр. хидралазин, нитрати, милринон)
- Испарљиви анестетици или сукцинилхолин могу довести до малигне хипертермије